# Măleni, Sălaj
Măleni (în maghiară Kisilonda) este un sat în comuna Ileanda din județul Sălaj, Transilvania, România.

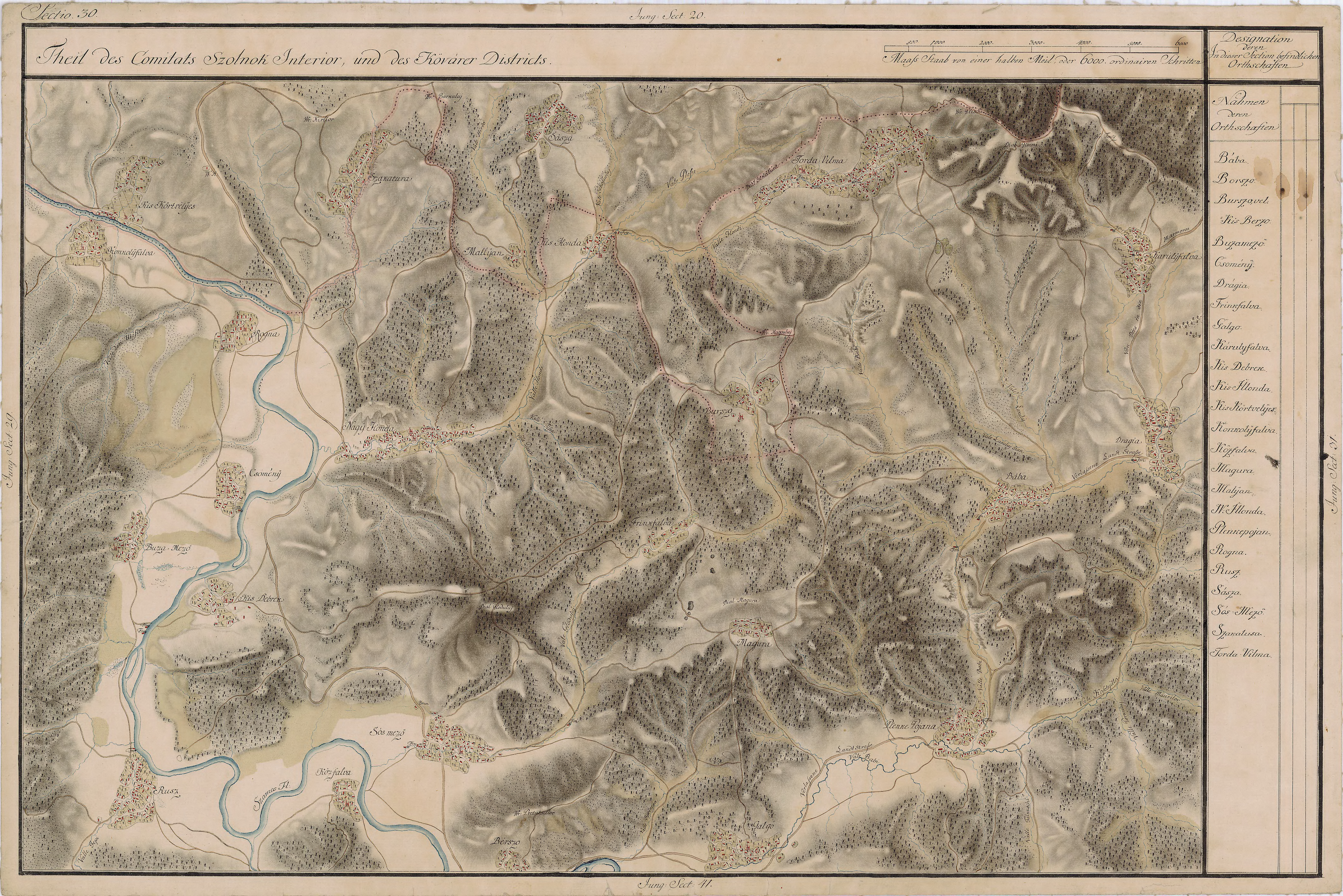
Măleni în Harta Iosefină a Transilvaniei, 1769-1773